# 小ねぎ

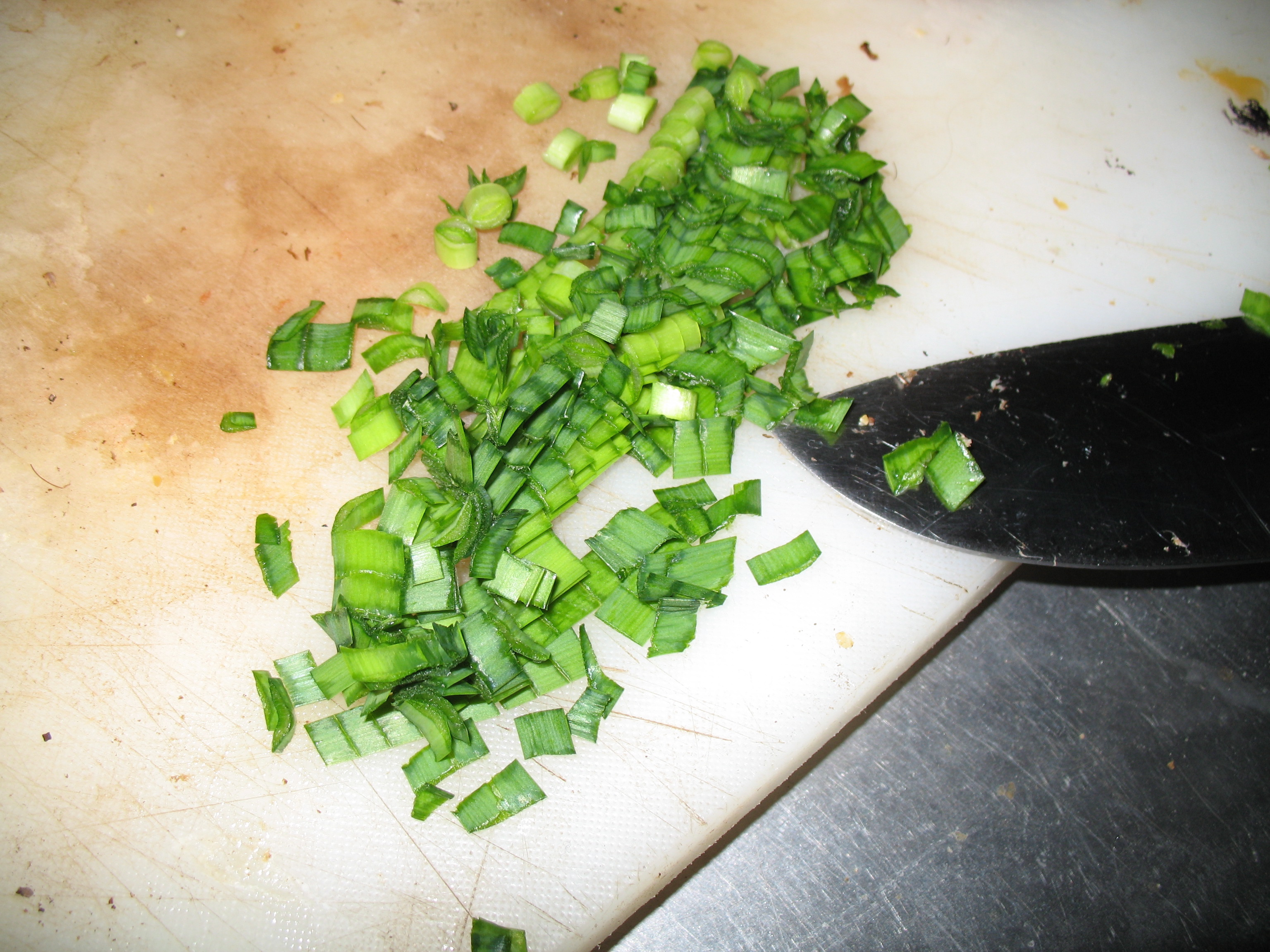
刻んだ小ねぎ

小ねぎ（こねぎ）とは、青ネギ（葉ネギ）を若取りしたものである。細ねぎ、万能ねぎなどとも呼ばれ、品種や産地によって呼び名はさまざまである。
通年流通しており、主に料理の彩りや薬味、汁ものなどに使われる。緑色の葉の部分はβ-カロテンが豊富で、緑黄色野菜に区分されている。
葉鞘径が5ミリメートル (mm) 程度、長さ50センチメートル (cm) 程度のものが一般的で、100グラム (g) 単位で袋詰めされた形態で市販されていることが多い。アサツキ（浅葱）と姿が似ており、地方、特に関東以北ではとの混同がしばしばみられる。

## 産地
各地の農業協同組合でブランド化が図られており、下関市の安岡ねぎ、福岡県朝倉市の博多万能ねぎ、佐賀県唐津市のうまかねぎ、大分県の大分味一（あじいち）ねぎ、高知県のやっこねぎ、宮城県の仙台小ねぎ、名古屋市のなごやっこ葱など各地で栽培されたものが流通している。

## 栽培
一般的にビニールハウスを利用した施設栽培が行われており、周年で出荷が行われている。

## 各地の小ねぎ
九条細ねぎの改良品種で、青ネギを早どりしたものである。特に「博多万能ねぎ」がよく知られている。
博多万能ねぎ
福岡県 JA筑前あさくら 博多万能ねぎ部会
福岡県朝倉市で栽培されている小ねぎ。日本初の空輸野菜「フライト野菜」として、全国に出荷されており、もともと白ネギ文化だった関東へ青ネギ文化を広めたのはJA筑前あさくらの博多万能ねぎ部会である。その功績もあり、1986年（昭和61年）に第15回日本農業賞、第25回全国農林水産祭で天皇杯を受賞している。「万能ねぎ」は商標登録されており、万能ねぎと呼べるのはJA筑前あさくらから出荷された「博多万能ねぎ」のみである。「生でよし、煮てよし、薬味によし」と三拍子揃っていることから、「博多万能ねぎ」と命名された。
安岡ねぎ
山口県 JA山口県 下関小ねぎ部会
「ふくねぎ」とも呼ばれる。東京ではふぐとの関係で、魚市場で取引される。主に、福江、横野地区で栽培されている。ハウスの中で水を調節しながら育てる。また、成長に応じて中ねぎ、大ねぎとしても横野地区にあるJA下関の青果市場に出荷している。その他、各種ねぎを栽培しているが、総称して安岡方言で「ネブカ」と呼んでいた。下関のふぐ鍋の定番ネギであり、ふぐ鍋以外にも、うどん、瓦そばなどにパラパラとふりかけても美味しい。
うまかねぎ
佐賀県 JAからつ　うまかねぎ部会
　日本三大松原のひとつ、虹の松原に抱かれた佐賀県唐津市で育ったブランド小ねぎ「うまかねぎ」。小ねぎは青ねぎを若取りしたもので、薬味の王様として九州の食文化に根付いています。「うまかねぎ」は緑色が濃くて香り高く、歯肉がしっかりとあるので刻んでも輪がつぶれず、シャキッとした姿が特長です。適度な辛味と甘味があるので、お料理の立役者としてはもちろん主役として使うのもおすすめです。
大分味一ねぎ
大分県 JA中津下毛 大分味一ねぎ部会
やっこねぎ
高知県 JA高知県 香美地区園芸部やっこねぎ部会
仙台小ねぎ
宮城県 JAみどりの 仙台小ねぎ部会
なごやっこ葱
名古屋市 JAなごや 丸前出荷組合
水耕栽培で作られており、名古屋市立の小学校給食にも使われている。
鴨頭ねぎ（こうとうねぎ）
九条葱の最も細いもので、「高等ねぎ」ともよばれている小ネギの高級品種。山口県や福岡県で栽培されている。極立性で伸びの良いF1品種で、緑色が濃く、小葱用品種のうちの一本系で分蘖はしない。ふぐ料理に欠かせないことから、通称「ふぐねぎ」ともよばれている。